# Biblioteca Doctor Alfonso Ortiz Tirado
La biblioteca pública municipal Alfonso Ortiz Tirado es un recinto bibliográfico ubicado en la zona de monumentos históricos de la villa de Álamos. El inmueble fue construido a inicios del siglo XVIII y es catalogado Monumento Nacional por el Instituto Nacional de Antropología e Historia.
La biblioteca está edificada de madera, mampostería y concreto, con estilos de arquitectura civil y doméstica de la época, en sus inicios el lugar funcionaba como una casa-habitación común.